# KV48
Ngôi mộ KV48 là một ngôi mộ Ai Cập cổ nằm trong Thung lũng của các vị Vua ở Ai Cập. Nó chứa đựng xác ướp đã chôn cất của quý tộc Amenemopet gọi là Pairy.
Ngôi mộ nằm gần KV35, ngôi mộ của Amenhotep II, và đã được xâm nhập bởi một trục dẫn đến một phòng nhỏ có chứa một xác ướp đã bị phá hủy của người Vương triều 18. Sàn nhà được bao phủ trong lớp đá vôi và các hiện vật đã bị hỏng trong đó bao gồm một con dấu bằng bùn làm từ một tấm giấy cói và một quan tài bị tan vỡ thành nhiều mảnh.

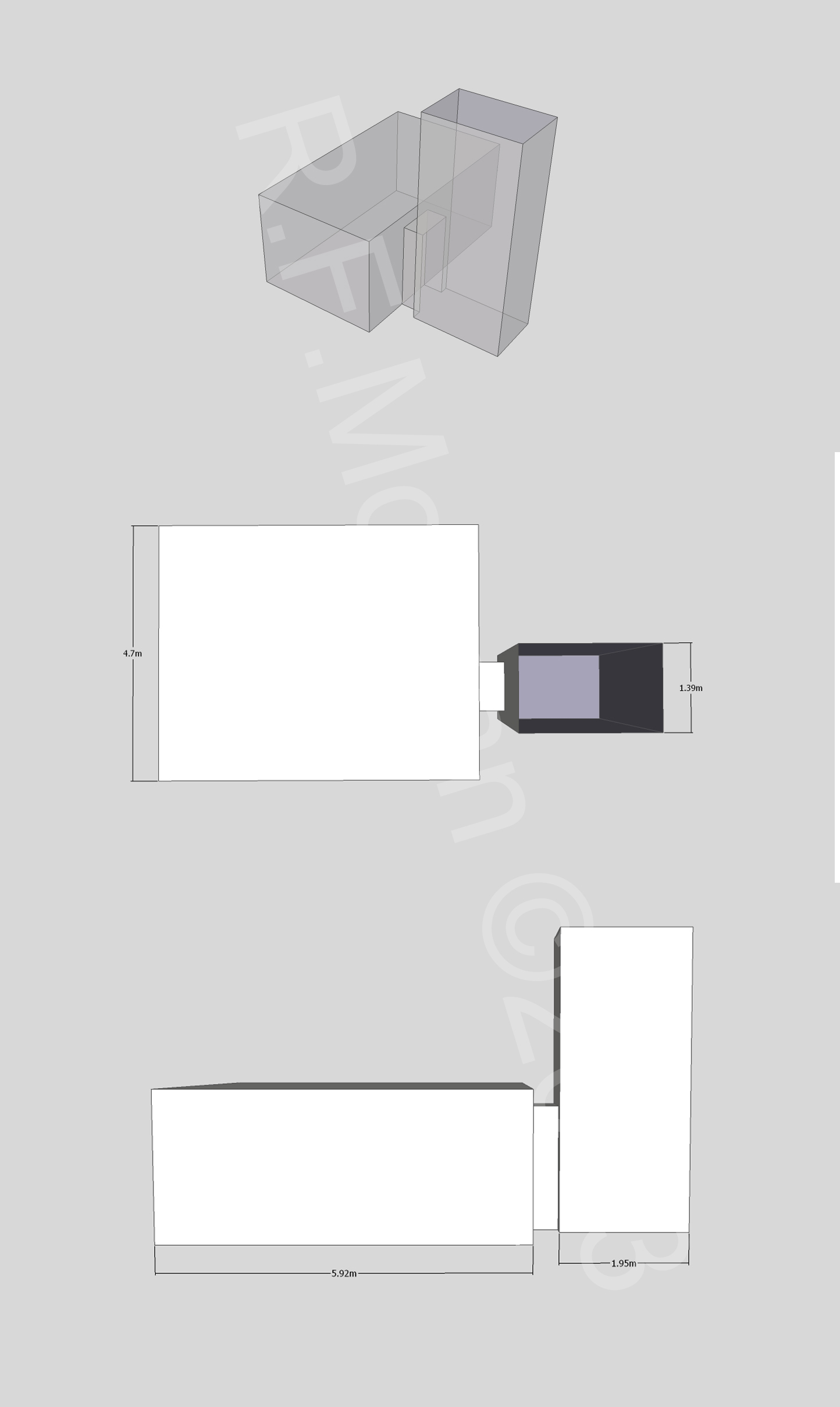
Hình ảnh của KV48 lấy từ một mô hình 3d

## Bản đồ vị trí các ngôi mộ
|  | Chủ đề Ai Cập cổ đại |